# روح‌الامین اصفهانی
روح‌الامین اصفهانی یا روح شهرستانی شهرت میرمحمد امین شهرستانی اصفهانی معروف به میرجمله (۹۸۱ اصفهان–۱۰۴۷ دهلی) شاعر متخلص به روحُ الامین و گاه روحِ امین و گاه امین خانواده‌اش اهل سادات در اصفهان بودند. دوران جوانی را در زادگاهش به تحصیل گذراند و در ۲۹ سالگی ۱۰۱۰ میلادی روانهٔ هندوستان شد و در گلکنده به خدمت میرقلی قطب شاه درآمد و ظاهراً در ۱۰۱۷ قه مقام میرجملگی (وزارت) رسید. پس از مرگ محمدقلی در گلکنده نماند و به بیجاپور رفت و پس از چندی به ایران بازگشت و در اصفهان به خدمت شاه‌عباس بزرگ رسید اما از وی نیز خیری ندید تا آنکه در ۱۰۲۷ مجبور به فرار از ایران شد و بار دیگر به هند رفت و به ملازمت جهانگیرشاه پذیرفته شد. در ۱۰۲۹ درجهٔ میرسامانی یافت و در عهد شاه جهان به مرتبهٔ میربخشی‌گری رسید.
او شاعری بسیار پرکار بود و این ویژگی با توجه به اشتغالات دیوانی او، نشان از قوت طبع و مهارت در نظم دارد. زبان و بیانش ساده است و توانایی اش در مثنوی بیش از انواع شعر است. غزل‌هایش عمدتاً به طرز وقوع و وصف حال وی در وصال و هجران است.

## آثار
- منظومه‌های خمسه:شیرینِ خسرو یا شیرین و خسرو ۱۰۱۸ میلادی، مثنوی عاشقانه (حدود ۸۰۰۰ بیت) که به نام محمدقلی قطب شاه سروده است و نسخه‌ای از آن در کتابخانه مجلس موجوداست.
- مَطمَحُ الانظار ۱۰۱۹ میلادی، در حدود ۲۲۰۰ بیت
- منظومهٔ حکمی در برابر مخزن الاسرار که به نام محمدقلی قطب شاه سروده شده است.
- لیلیِ مجنون یا لیلی و مجنون احتمالاً ۱۰۲۰ میلادی، حدود ۴۷۵۰ بیت یا به قول ذبیح‌الله صفا حدود ۸۰۰۰ بیت
- آسمان هشتم یا بهرام نامه یا فلک البروج یا هفک گنبد بهرام
- جواهر نامه
- دیوان گلستان ناز حدود ۵۰۰۰ بیت مشتمل بر غزلیاتی که شاعر در آغاز کار خود سروده‌است و نسخه‌ای از آن در کتابخانه موزه بریتانیایی است.[۲]